# مری کی لتورنو
مری کاترین لتورنو (به انگلیسی: Mary Katherine Letourneau) (قبلاً اشمیتس؛ ۳۰ ژانویه ۱۹۶۲–۶ ژوئیه ۲۰۲۰) یک معلم آمریکایی بود که در سال ۱۹۹۷ به دو مورد تجاوز درجه دوم به یک کودک به نام ویلی فیوالا اعتراف کرد. ویلی در آن زمان ۱۲ یا ۱۳ سال داشت و دانش‌آموز کلاس ششم لتورنو بود. لتورنو در مدت زمانی که منتظر رای دادگاه بود، فرزند فیوالا را به دنیا آورد. با حکم شش سال و نیم زندان، او گناهکاری خود را پذیرفت و مجازات به ۶ ماه حبس، سه ماه تعلیق و عدم تماس مادام العمر با فیوالا کاهش یافت. این پرونده توجه زیادی را در سراسر کشور به خود جلب کرد.
کمی بعد از گذراندن سه ماه حبس در زندان، پلیس مچ لتورنو را در ماشین با فیوالا گرفت. قاضی توافق قانونی را باطل کرد و او را به هفت سال و نیم زندان محکوم کرد. هشت ماه بعد از بازگشت به زندان، او فرزند دوم فیوالا را به دنیا آورد که باز هم دختر بود. او از سال ۱۹۹۸ تا۲۰۰۴ در زندان بود. لتورنو و فیوالا در ماه مه سال ۲۰۰۵ عروسی کردند و این ازدواج ۱۴ سال طول کشید. آن‌ها در سال ۲۰۱۹ از هم جدا شدند.
لتورنو در ژویه ۲۰۲۰ و پس از چندین ماه درمان، در اثر سرطان روده بزرگ درگذشت.

## ازدواج اول
مری اشمیتس در دانشگاه ایالتی آریزونا با همکلاسی اش استیو لتورنو آشنا شد و ازدواج کرد. کمی بعد اولین فرزند آن‌ها بدنیا آمد. او بعداً بیان کرد که عاشق استیو نبوده و به اصرار والدینش به این ازدواج تن داده‌است. این زوج به انکوریج در آلاسکا رفتند و استیو در آلاسکا ایرلاینز مشغول کار باربری شد. یک سال بعد، به سیاتل، واشینگتن منتقل شدند و مری دومین فرزندش را به دنیا آورد. او در سال ۱۹۸۹ با مدرک تدریس از دانشگاه سیاتل فارغ‌التحصیل شد. او در حومه سیاتل و در شهر بارین آموزگار کلاس دوم مدرسه ابتدایی شوروود شد.
طبق گزارش‌ها، ازدواج لتورنو موفق نبود. آن‌ها مشکلات مالی داشتند و هردو به روابط خارج از ازدواج روی آورده بودند. وکیل مری و همسایه سابقش، دیوید گرکه، گفت که استیو «ازنظر عاطفی و جسمی» مری را آزار می‌داده و او دوبار مجبور شده با «پلیس تماس بگیرد و کارش به بیمارستان کشیده شده‌است.» البته هرگز شکایتی از شوهرش مطرح نکرد. مری که در مه ۱۹۹۹ به خاطر تجاوز به کودک در زندان بود، از شوهرش طلاق گرفت و حضانت چهار فرزندشان را اخذ کرد. در سال ۲۰۱۰، بزرگ‌ترین پسر این زوج صاحب یک دختر شد و بدین ترتیب، استیو و مری نوه دار شدند.

## جرم، دستگیری و مجازات
ویلی فیوالا (متولد ۲۶ ژوئن ۱۹۸۳) در کلاس دوم و ششم مدرسه ابتدایی شوروود دانش‌آموز لتورنو بود. در تابستان ۱۹۹۶ و زمانی که لتورنو ۳۴ساله بود، رابطه او با فیوالای ۱۲ یا ۱۳ساله به رابطه جنسی کشیده شد. در ۱۸ ژوئن ۱۹۹۶ پلیس مچ مری با با فیوالا در ماشین در یک پارکینگ ساحلی گرفت. در این ماجرا، مری سریع به صندلی جلو می‌آید و فیوالا وانمود می‌کند در صندلی عقب خواب است. او و فیوالا اسامی دیگری به پلیس دادند و لتورنو گفت ۱۸سال دارد. فیوالا نیز گفت لمسی صورت نگرفته‌است. لتورنو گفت با شوهرش دعوا کرده و فیوالا یکی از دوستان خانوادگی آن هاست که شب در منزلشان شاهد آن دعوا بوده، ناراحت شده و از منزل بیرون زده و مری آمده تا او را پیدا کند. آن‌ها به پاسگاه پلیس رفتند و با مادر فیوالا تماس گرفته شد و او گفت پسرش را به لتورنو دهند. مادر فیوالا بعداً گفت اگر پلیس به او می‌گفت که لتورنو راجع به سن فیوالا دروغ گفته، اجازه نمی‌داد پسرش پیش لتورنو برگردد. لتورنو در ۴ مارس ۱۹۹۷ و پس از تماس یکی از اقوام همسرش با پلیس، دستگیر شد.
لتورنو به دو مورد تجاوز درجه دو به کودک اعتراف کرد. فرزند اول او از فیوالا یک دختر بود که در ۲۹ مه ۱۹۹۷ درحالی متولد شد که مری منتظر رای دادگاهش بود. ایالت می‌خواست او را به شش سال و نیم زندان محکوم کند، اما از طریق یک توافق، این زمان به ۶ ماه (سه ماه آن تعلیق شد) در زندان شهر کاهش یافت و او باید به خاطر این تعرض جنسی، سه سال مورد درمان قرار می‌گرفت. به عنوان بخشی از این توافق، لتورنو نمی‌توانست با فیوالا یا پنج فرزندش یا هر کودک دیگری ارتباط داشته باشد. ماجرای او بعنوان یک رسوایی بین‌المللی مطرح شد و به گفته آشنایانش دچار مشکلات روانی شد.
در ۳ فوریه ۱۹۹۸، یعنی دو هفته بعد از تکمیل حکم حبس، پلیس لتورنو را همراه با فیوالا در ماشین گرفت. او در ابتدا گفت که در ماشین تنها بوده و بعد اسامی تقلبی تحویل پلیس داد. با اینکه گزارش‌ها مبنی بر انجام رابطه جنسی در ماشین بود، اما فیوالا به کارآگاه گفت آن‌ها فقط یکدیگر را بوسیده‌اند و او ران لتورنو را لمس کرده و هیچ دخولی صورت نگرفته‌است. شواهد نشان می‌داد که این دو از زمان آزادی لتورنو در ۲ ژانویه، بارها یکدیگر را دیده‌اند. زمانی که لتورنو دستگیر شد، پلیس ۶۲۰۰ دلار پول نقد، لباس بچه و پاسپورتش را داخل ماشین پیدا کرد. رسیدهایی که جمعاً ۸۵۰ دلار می‌شدند، نشان می‌دادند که او از ۲۰ ژانویه چند دست لباس مردانه و نوزاد خریداری کرده‌است. لتورنو گفت آن پول برای کارهای پوستی و وکیل طلاقش بوده و بعضی از لباس‌های مردانه هدیه اقوام به او بوده چون از پوشیدن لباس‌های سایز بزرگ لذت می‌برده‌است.
در فوریه ۱۹۹۸، قاضی توفقا قبلی لتورنو را باطل کرد و بخاطر نقض قانون عدم تماس، حکم حبس را به هفت سال و نیم افزایش داد. لتورنو در مصاحبه‌ها و کتابش گفته که در ژانویه با فیوالا رابطه جنسی داشته‌است. پلیس گفت هیچ شواهدی مبنی بر رابطه جنسی در فوریه در ماشین پیدا نشد. لتورنو در مرکز اصلاحی واشینگتن برای زنان، دوران حبس خود را گذراند.
در دوران حبس دوم، لتورنو در ۱۶ فوریه ۱۹۹۸ دختر دومش از فیوالا را به دنیا آورد. آن سال، لتورنو و فیوالا با هم کتابی نوشتند که در فرانسه با عنوان تنها یک جرم، عشق(به فرانسوی: Un seul crime, l'amour) چاپ شد. در سال ۱۹۹۹ کتاب دوم به نام اگر دوست داشتن تو اشتباه است در آمریکا منتشر شد ولی لتورنو همکاری حداقلی در نگارش آن داشت و فیوالا به کل نقشی در آن نداشت. در دوران حبس، لتورنو اجازه دیدن فرزندانش را داشت ولی نتوانست در مراسم ختم پدرش شرکت کند. در این مدت، ائو به هم سلولی‌هایش درس می‌داد، چندین کتاب صوتی برای نابینایان تهیه کرد، در کارهای زندان شرکت می‌کرد و «به ندرت مراسم عشای ربانی را ازدست می‌داد». به خاطر بدنامی اش، در میان دیگر هم سلولی‌ها محبوب نبود. او با «بی ادبی» با نگهبان‌ها صحبت می‌کرد و «از زیر کار درمی‌رفت». به همین دلیل «۱۸ ماه از ۲۴ ماه نخست» حبسش را در انفرادی گذراند. یک بار زمانی که نامه هاش به فیوالا نمی‌رسید، شش ماه در انفرادی ماند.
در سال ۲۰۰۲، خانواده فیوالا بخاطر آزار عاطفی، مقرری ازست رفته و هزینه‌های پرورش دو فرزند از منطقه مدرسه هایلاین و شهر دی موینز واشینگتن شکایت کرد. آن‌ها مدعی بودند که مدرسه و واحد پلیس دی موینز نتوانسته‌اند از پسرشان در مقابل لتورنو محافظت کنند. پس از یک دوره دادگاه ده هفته ای، چیزی به خانواده فیوالا نرسید. ان برمنر وکیل واحد پلیس دی موینز بود. همکار او مایکل پترسون، نماینده منطقه مدرسه‌ای هایلاین بود.

## آزادی از زندان و ازدواج با فیوالا
لتورنو در ۴ اوت ۲۰۰۴ از زندان آزاد شد و وارد یک برنامه گمارش جامعه شد و روز بعد به عنوان مجرم جنسی درجه، نامش در اداره کلانتری کنیگ کانتی ثبت گردید.
پس از آزادی لتورنو، فیوالای ۲۱ساله، دادگاه را ترغیب کرد تا قانون عدم تماس را لغو کند. لتورنو و فیوالا در ۲۰ مه ۲۰۰۵ در شهر وودینویل، واشینگتن در مراسمی در کلمبیا واینری ازدواج کردند. برنامه تلویزیونی سرگرمی امشب مجوز ویژه دسترسی به مراسم را کسب کرد و عکس‌های عروسی از طریق دیگر رسانه‌ها پخش شد. لتورنو گفت قصد داشته دوباره بچه دار شود و کار تدریس را از سر بگیرد؛ یعنی قانوناً اجازه تدریس در مدارس خصوصی و کالج‌های هیئت امنایی را داشته‌است.
ان برمنر در سال ۲۰۰۲ و در طول دادخواست مدنی فیوالا با لتورنو ملاقات کرد و با هم دوست شدند. او گفت که لتورنو حس می‌کرده رابطه‌اش با فیوالا «ابدی و ازلی» است. طبق گفته برمنر، «هیچ چیز نمی‌توانست آن دو را از هم دور کند». لتورنو در سال ۲۰۰۶ با اخبار ان بی سی مصاحبه کرد و پذیرفت که جلوتر بردن این رابطه کار اشتباهی بوده ولی گفت به محض اینکه سال تحصیلی تمام شد، او و ویلی مرزها را رد کردند. در مصاحبه‌ای دیگر، او بیان کرد «کاش کسی به من می‌گفت، کاش هرکسی به من می‌گفت که قانون خاصی این کار را جرم می‌داند. من نمی‌دانستم. این را بارها گفته‌ام. اگر می‌دانستم… اگر کسی شخصیت مرا می‌شناخت… که حتی ایده چنین رابطه‌ای نیز جرم محسوب می‌شود.» مجموعه تلویزیونی باربارا والترز رسوایی‌های آمریکا را نمایش می‌دهد در دسامبر ۲۰۱۵ به این پرونده پرداخت. باربارا والترز دربارهٔ رابطه این زوج و دخترانشان با آن‌ها مصاحبه کرد.
در ۹ مه ۲۰۱۷ و تقریباً پس از ۱۲ سال ازدواج، فیوالا برگه‌های جدایی از لتورنو را پر کرد ولی بعداً درخواستش را پس گرفت.
در آوریل ۲۰۱۸ فیوالا در یک مغازه اصلاح خانه کار می‌کرد. او یک دی جی حرفه ای نیز بود و لتورنو بعنوان دستیار قانونی مشغول به کار بود. پیپل در مقاله ای به نقل از یک منبع داخلی نوشت: «آن‌ها از نظر دیگران راجع به رابطه‌شان آگاهند… ولی برایشان مهم نیست. درواقع هیچ وقت برایشان مهم نبود. کارهای اشتباه برای مدت‌ها پیش بود. آن‌ها دو آدم بالغ هستند که حالا سر زندگی خود هستند.»
این زوج در اوت ۲۰۱۹، کارهای جدایی قانونی خود را نهایی کردند. در اوایل ازدواجشان، ویلی فیوالا گفت او قربانی نبوده و از رابطه‌شان خجالت نمی‌کشد. طبق گفته پیپل در مه ۲۰۲۰، یک منبع بی‌نام و نزدیک به فیوالا گفت که «او حالا با دید باز به ماجرا نگاه می‌کند و می‌فهمد که این رابطه از ابتدا سالم نبود.»

## مرگ
لتورنو در ۶ ژوئیه ۲۰۲۰ در خانه اش در دی موینز، واشینگتن و در کنار فیوالا، در ۵۸ سالگی و بر اثر سرطان روده بزرگ درگذشت.